# Скрађани
Скрађани је насеље у Србији у општини Шабац у Мачванском округу. Према попису из 2022. било је 336 становника.

## Демографија
У насељу Скрађани живи 352 пунолетна становника, а просечна старост становништва износи 37,4 година (37,4 код мушкараца и 37,5 код жена). У насељу има 120 домаћинстава, а просечан број чланова по домаћинству је 3,78.
Ово насеље је великим делом насељено Србима (према попису из 2002. године), а у последња три пописа, примећен је пад у броју становника.
|  |

| Демографија | Демографија | Демографија |
| Година      | Становника  | Становника  |
| ----------- | ----------- | ----------- |
| 1948.       | 358         |             |
| 1953.       | 382         |             |
| 1961.       | 414         |             |
| 1971.       | 437         |             |
| 1981.       | 484         |             |
| 1991.       | 474         | 456         |
| 2002.       | 454         | 475         |

| Етнички састав према попису из 2002.‍ | Етнички састав према попису из 2002.‍ | Етнички састав према попису из 2002.‍ | Етнички састав према попису из 2002.‍ | Етнички састав према попису из 2002.‍ |
| ------------------------------------ | ------------------------------------ | ------------------------------------ | ------------------------------------ | ------------------------------------ |
|                                      |                                      |                                      |                                      |                                      |
| Срби                                 | Срби                                 |                                      | 435                                  | 95,81%                               |
| Роми                                 | Роми                                 |                                      | 16                                   | 3,52%                                |
| Румуни                               | Румуни                               |                                      | 1                                    | 0,22%                                |
| Муслимани                            | Муслимани                            |                                      | 1                                    | 0,22%                                |
| непознато                            | непознато                            |                                      | 1                                    | 0,22%                                |

| Година пописа     | 1948. | 1953. | 1961. | 1971. | 1981. | 1991. | 2002. |
| ----------------- | ----- | ----- | ----- | ----- | ----- | ----- | ----- |
| Број домаћинстава | 68    | 71    | 92    | 98    | 130   | 118   | 120   |

| Број чланова      | 1  | 2  | 3  | 4  | 5  | 6  | 7 | 8 | 9 | 10 и више | Просек |
| ----------------- | -- | -- | -- | -- | -- | -- | - | - | - | --------- | ------ |
| Број домаћинстава | 15 | 20 | 19 | 24 | 19 | 17 | 3 | 2 | 0 | 1         | 3,78   |

| Пол    | Укупно | Неожењен/Неудата | Ожењен/Удата | Удовац/Удовица | Разведен/Разведена | Непознато |
| ------ | ------ | ---------------- | ------------ | -------------- | ------------------ | --------- |
| Мушки  | 178    | 54               | 113          | 6              | 5                  | 0         |
| Женски | 189    | 35               | 116          | 28             | 9                  | 1         |
| УКУПНО | 367    | 89               | 229          | 34             | 14                 | 1         |

| Пол    | Укупно                    | Пољопривреда, лов и шумарство | Рибарство                            | Вађење руде и камена | Прерађивачка индустрија       |
| ------ | ------------------------- | ----------------------------- | ------------------------------------ | -------------------- | ----------------------------- |
| Мушки  | 118                       | 65                            | 0                                    | 0                    | 13                            |
| Женски | 43                        | 35                            | 0                                    | 0                    | 1                             |
| УКУПНО | 161                       | 100                           | 0                                    | 0                    | 14                            |
| Пол    | Производња и снабдевање   | Грађевинарство                | Трговина                             | Хотели и ресторани   | Саобраћај, складиштење и везе |
| Мушки  | 0                         | 14                            | 8                                    | 1                    | 8                             |
| Женски | 0                         | 0                             | 5                                    | 0                    | 0                             |
| УКУПНО | 0                         | 14                            | 13                                   | 1                    | 8                             |
| Пол    | Финансијско посредовање   | Некретнине                    | Државна управа и одбрана             | Образовање           | Здравствени и социјални рад   |
| Мушки  | 0                         | 0                             | 3                                    | 3                    | 0                             |
| Женски | 0                         | 0                             | 0                                    | 1                    | 0                             |
| УКУПНО | 0                         | 0                             | 3                                    | 4                    | 0                             |
| Пол    | Остале услужне активности | Приватна домаћинства          | Екстериторијалне организације и тела | Непознато            | Непознато                     |
| Мушки  | 0                         | 0                             | 0                                    | 3                    | 3                             |
| Женски | 0                         | 0                             | 0                                    | 1                    | 1                             |
| УКУПНО | 0                         | 0                             | 0                                    | 4                    | 4                             |